# Jack Ryan (designer)
Pour les articles homonymes, voir Jack Ryan et Ryan.
John W. Ryan dit Jack Ryan, né le 12 novembre 1926 et mort le 13 août 1991, est un designer américain. Ryan travaille pour la société de jouets Mattel pendant 20 ans, devenant le vice-président de la recherche et du développement de l'entreprise. Au cours de sa carrière, il est responsable de la poupée Barbie, des voitures Hot Wheels et de Chatty Cathy. Il était le sixième mari de l'actrice américaine Zsa Zsa Gábor. 

## Biographie
Ryan est diplômé de l'université Yale, il travaille après être diplômé pour la société aérospatiale Raytheon en tant qu'ingénieur, travaillant sur les missiles AIM-7 Sparrow et MIM-23 Hawk. 
Mattel l'embauche ensuite pour son « savoir-faire de l'espace » et sa connaissance des matériaux. 
En 1956, la copropriétaire de Mattel, Ruth Handler, revient de vacances européennes avec une poupée Bild Lilli de conception allemande. Elle et Ryan travaille alors à la production d'une poupée mannequin similaire pour le marché américain (les deux se dispute ensuite lequel d'entre eux était le principal responsable de la conception de la poupée). 
Ryan travaille sur le V-rroom! X-15, un vélocipède nommé d'après l'avion propulsé par fusée North American X-15, et brevète les jouets à moteur V-RROOM! qui simulent des sons de moteur de moto. Il conçoit la mécanique des poupées Chatty Cathy[réf. nécessaire]. 
La relation de Ryan avec Mattel se dégrade par la suite, et en 1980, il poursuit Mattel pour des redevances. La société a réglé le conflit à l'amiable. 
Ryan a subi un accident vasculaire cérébral débilitant en 1989. Il se suicide par arme à feu le 13 août 1991. 